# Norops onca
Norops onca är en ödleart som beskrevs av  O’shaughnessy 1875. Norops onca ingår i släktet Norops och familjen Polychrotidae. Inga underarter finns listade i Catalogue of Life.